# ماثوني ماثيوز
ماثوني ماثيوز هندي كان يقيم في الكويت وهو واحد من الناس الذي يعود لهم الفضل في إجلاء النقل الجوي الآمن لحوالي 170 ألف هندي من الكويت خلال غزو الكويت عام 1990 الذي وصف بأنه أكبر إخلاء لمدنيين في العالم في التاريخ.

## النشأة
ماثيوز ينتمي إلى ولاية كيرلا في الهند وكان يعرف شعبياً باسم تويوتا ساني بسبب عمله في الكويت مع وكالة تويوتا المملوكة لمجموعة الساير، تقاعد في عام 1989. كان ماثيوز قد ذهب إلى الكويت على متن سفينة في عام 1956. كان أيضا رئيس مجلس إدارة المدرسة الهندية في الكويت وأحد الأعضاء المؤسسين لدائرة الفن الهندي.

## إخلاء الجسر الجوي الهندي
بمساعدة من ماثوني ماثيوز تم تنفيذ جسر جوي لترحيل الهنود من 13 أغسطس إلى 11 أكتوبر 1990 بعد غزو الكويت. شركة طيران الهند استطاعت تحقيق رقم قياسي حسب موسوعة غينيس للأرقام القياسية لعدد الذين تم إجلاؤهم بواسطة طائرة مدنية. نفذت العملية خلال حرب الخليج الثانية في عام 1990 لاخلاء المغتربين الهنود من الكويت والعراق. يعتقد أنها أكبر إخلاء لمدنيين في التاريخ. ساعد الهنود في الكويت أيضا في جهود الاخلاء. ذكرت صحيفة تايمز أوف إنديا أن رجل الأعمال المالايالي الذي يقيم في الكويت ماثوني ماثيوز (المعروف أيضا باسم تويوتا ساني) بدعم من هربهجن سينغ فيدي لعب دور ممتاز في التنسيق لعملية الإخلاء من خلال لقاء السفير الهندي في بغداد والإشراف على نقل آلاف الهنود إلى العاصمة الأردنية عمان عن طريق بغداد بالحافلة بعد التوصل إلى اتفاق مع شركات النقل العراقية والسلطات الهندية والأمم المتحدة. في 22 يناير 2016 صدر الفيلم الهندي جسر جوي حيث لعب أكشاي كومار دور رانجيت كاتيال وهو شخصية وهمية بنيت على أساس شخصية ماثوني ماثيوز. ولكن بعض المسؤولين الحكوميين نفوا تورط أي شخصية من هذا القبيل في عملية الإخلاء.